# Pakuły (włókno)

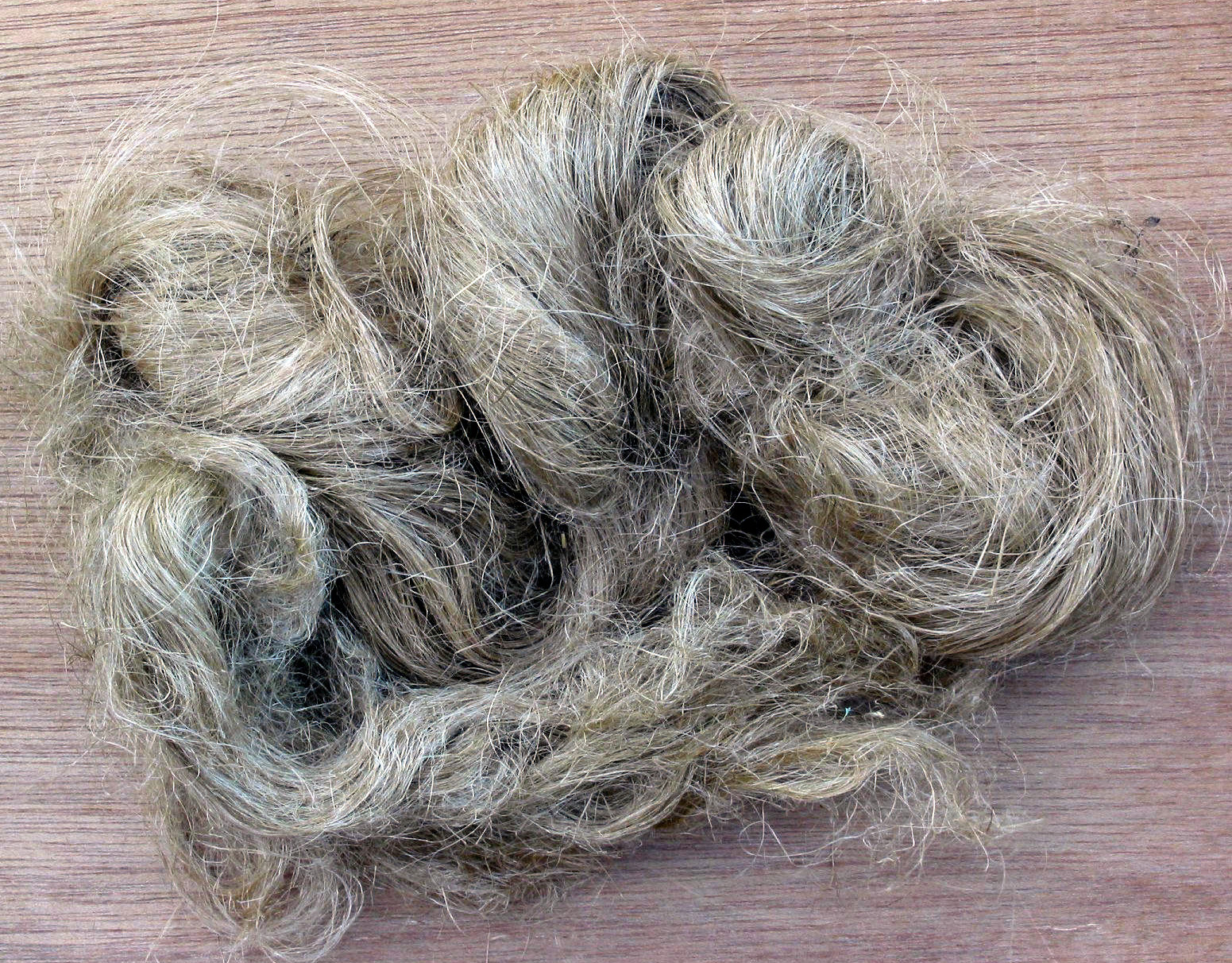
Pakuły konopne

Pakuły – jeden z półproduktów otrzymywany podczas mechanicznego przerobu słomy lnianej lub konopnej. Są to krótkie włókna o długości poniżej 30 cm, wykorzystywane do produkcji przędz zgrzebnych. Włókno gorszej jakości stosuje się jako czyściwo lub szczeliwo, np. połączeń gwintowych rur w instalacjach wodnych i gazowych.

## Zastosowanie
- Produkcja przędz zgrzebnych.
- Pakuły stosowane jako szczeliwo są zwilżane specjalną pastą do uszczelniania gwintów, bądź też pakuły smaruje się smarem stałym, np. towotem. Dawniej (gdy nie było past do gwintów) zwilżano je minią ołowiową z pokostem, co nie było dobrym rozwiązaniem, gdyż po latach utrudniało a niekiedy wręcz uniemożliwiało demontaż (nieraz trzeba było silnie rozgrzać połączenie palnikiem, by uszczelnienie uległo przepaleniu).
- Za pomocą pakuł oraz paku przeprowadza się również kalfatrowanie, czyli uszczelnianie pokładu statku.